# Carretera Estatal de Idaho 43
La Carretera Estatal de Idaho 43, y abreviada SH 43 (en inglés: Idaho State Highway 43) es una carretera estatal estadounidense ubicada en el estado de Idaho. La carretera inicia en el sur desde la US 26     en Beachs Corner hacia el norte en la US 20     en Ucon. La carretera tiene una longitud de 6,2 km (3.868 mi).

## Mantenimiento
Al igual que las autopistas interestatales, y las rutas federales y el resto de carreteras estatales, la Carretera Estatal de Idaho 43 es administrada y mantenida por el Departamento de Transporte de Idaho por sus siglas en inglés ITD.